# Luže, Šenčur
Luže este o localitate din comuna Šenčur, Slovenia, cu o populație de 301 locuitori.